# Litargus nobilis
Litargus nobilis is een keversoort uit de familie boomzwamkevers (Mycetophagidae). De wetenschappelijke naam van de soort werd in 1917 gepubliceerd door Antoine Henri Grouvelle.